# K.k. Landesschützen-Regiment „Trient“ Nr. I

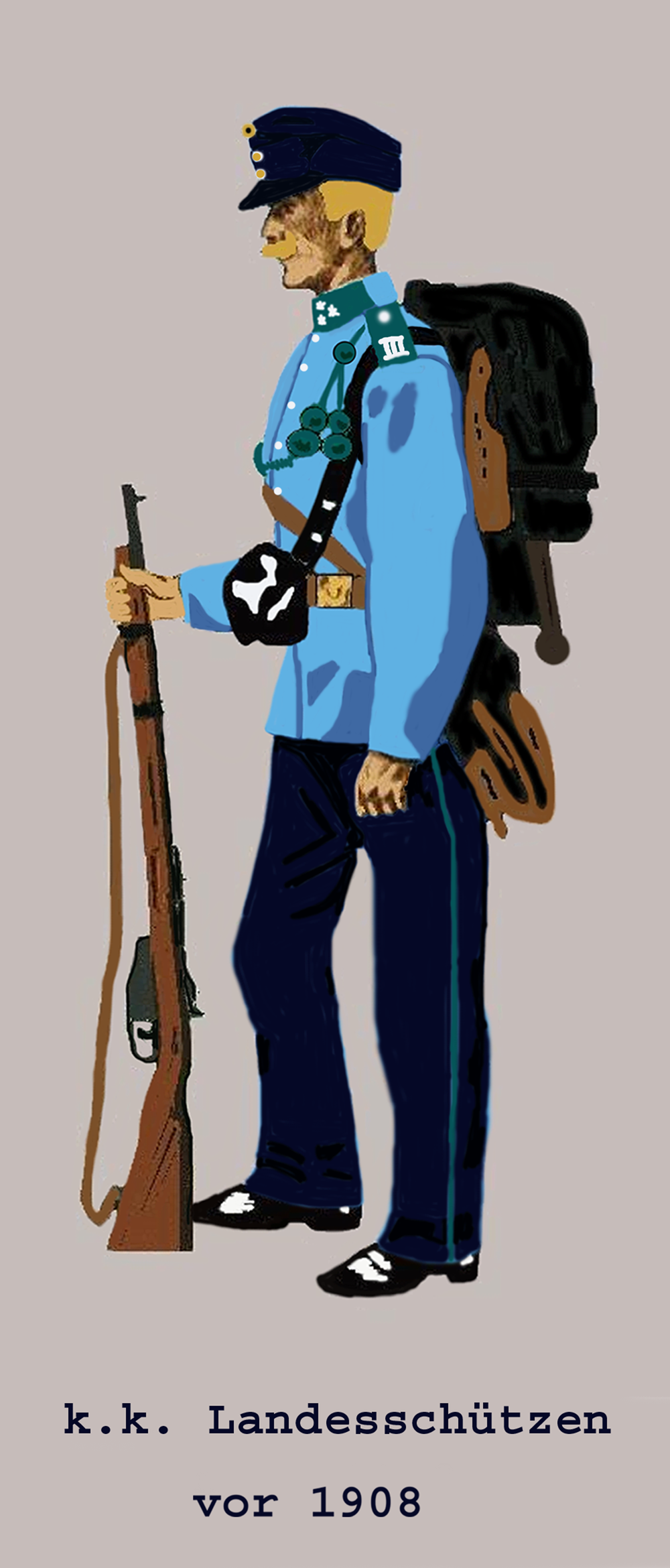
Landesschütze in der alten Montur (Uniform) in Marschadjustierung (Schulterklappe mit Regimentsnummer)

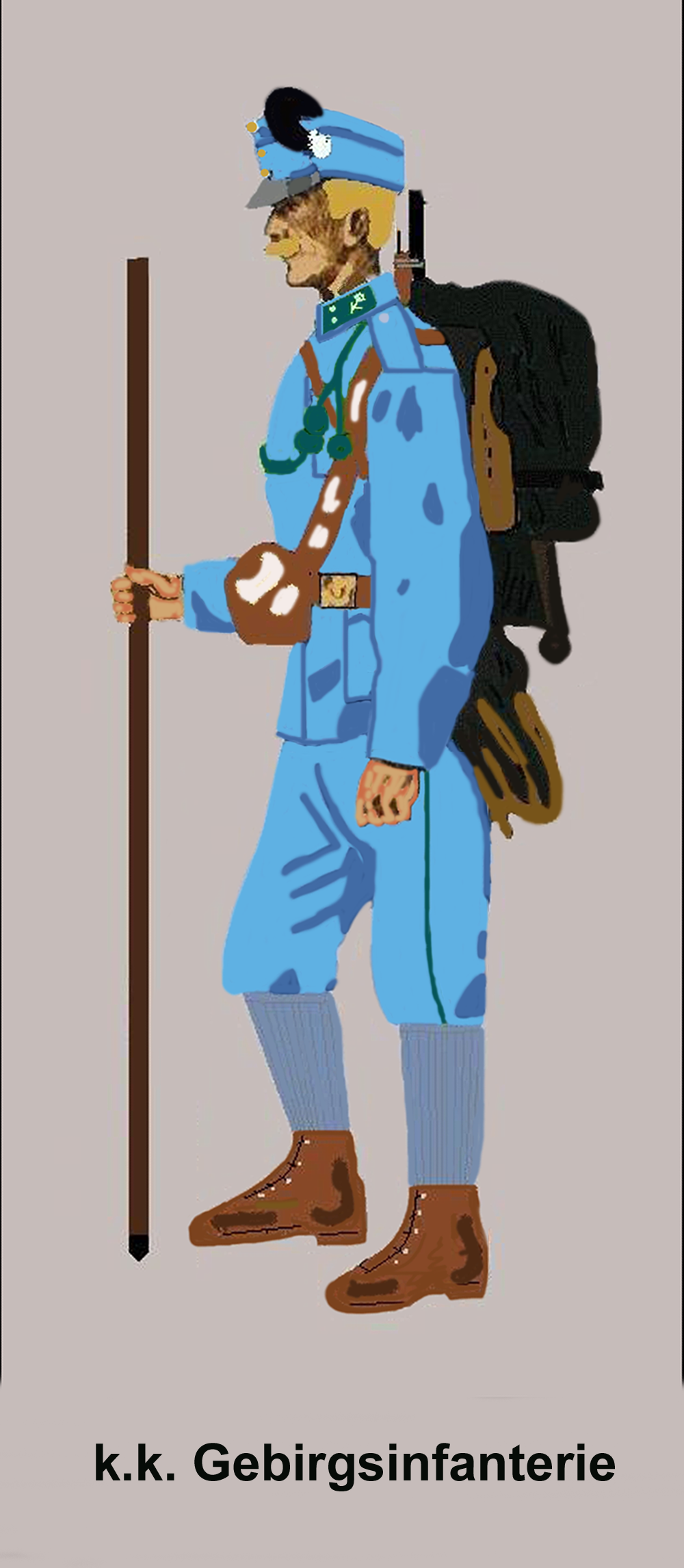
Landesschütze in neuer Montur nach 1907/08(Marschadjustierung)

Das k.k. Landesschützen-Regiment „Trient“ Nr. I war ein Infanterie-Verband der k.k. Landwehr und gehörte zur k.k. Gebirgstruppe.

## Namensgebung
Die ursprüngliche Bezeichnung lautete k.k. Landesschützen-Regiment Nr. I und wurde im Jahre 1897 durch die Hinzufügung der Garnison des Regimentsstabes ergänzt. Es hieß von da an k.k. Landesschützen-Regiment „Innsbruck“ Nr. I. Ab dem 1. Mai 1906 (Umbildung zu Gebirgstruppe) wurde es nach Trient verlegt und trug nun die Bezeichnung k.k. Landesschützen-Regiment „Trient“ Nr. I Letztmals wurde das Regiment durch ein Dekret von Kaiser Karl I. am 16. Jänner 1917 in k.k. Kaiserschützen-Regiment „Trient“ Nr. I umbenannt. Eine offizielle Begründung hierfür gab es nicht.

## Aufstellung
Am 1. Mai 1893 wurden die bestehenden zehn Landesschützenbataillone zu Regimentern zusammengefasst. Das Regiment Nr. I (nur bei den Landesschützen erfolgte die Nummerierung in römischen Ziffern) entstand aus dem Zusammenschluss der ehemaligen Landesschützenbataillone:
- Nr. I (Unterinntal)
- Nr. II (Innsbruck - Wipptal)
- Nr. III (Oberinntal)
- Nr. X Vorarlberg

Im Jahre 1901 löste man das II. und IV. Bataillon auf. Das bisherige III. Bataillon wurde zur Nr. II und das vom k.k. Landwehrinfanterie-Regiment Nr. 2 in Linz überstellte III. Bataillon wurde mit der gleichen Nummer eingegliedert.

## Zusammensetzung und Verbandszugehörigkeit 1914
- 88. Landesschützenbrigade – 44. Landwehr-Infanterie-Truppendivision – XIV. Armeekorps
- ethnische Zusammensetzung: 59 % deutschsprachig – 38 % italienischsprachig – 3 % andere
- Regimentssprache: Deutsch

Die ethnische Zusammensetzung konnte bei den überaus starken Verlusten aus den Tiroler Ländern und aus Vorarlberg allein nicht mehr gedeckt werden, sodass im Laufe des Krieges immer mehr Nachersatz aus anderen Landesteilen in das Regiment eingestellt werden musste. Ob der Tiroler/Vorarlberger (nicht bezogen auf die Deutschsprachigkeit) Anteil im Jahre 1918 noch die 50-%-Marke erreichte, ist zweifelhaft.

## Dislozierung
- 1899
- Garnison: Stab, I. Baon Innsbruck / II. Baon Schwaz / III. Baon Imst / IV. Baon (1901 aufgelöst) Bregenz
- 1908
- Garnison: Stab, I. Baon Trient / II. Baon Pergine / III. Baon Cavalese / IV. Baon (Bestand nur 1907–08) Cortina / V. Baon (Bestand nur 1908) Innichen
- 1914
- Garnison: Stab, I. Baon Trient / II. Baon Strigno / III. Baon Ala / IV. Baon (1913 errichtet) Rovereto

- Ausbildungsstationen

Zur spezifischen Gebirgsausbildung verlegte man die Landesschützen Kompanieweise in Sommerstationen. Dort gab es kleinere Kasernen oder es wurden geeignete Bauten (größere Gasthöfe) angemietet.
| Kommandoquartier | Wintergarnison | Sommerstation                                |
| ---------------- | -------------- | -------------------------------------------- |
| Regiments-Kdo.   | Trient         | Trient                                       |
| I. Baon-Kdo.     | Trient         | Lavarone                                     |
| 1.Komp.          | Trient         | Folgaria                                     |
| 2.Komp.          | Trient         | Lavarone                                     |
| 3.Komp.          | Trient         | Capella - 45° 56′ 17″ N, 11° 16′ 36″ O       |
| 4.Komp.          | Trient         | Monte Rover - 45° 57′ 39″ N, 11° 17′ 49″ O   |
| Geb.MG Abt I/1   | Trient         | Lavarone                                     |
| II. Baon-Kdo.    | Strigno        | Pieve Tesino - 46° 4′ 9″ N, 11° 36′ 40″ O    |
| 5.Komp.          | Strigno        | Pieve Tesino                                 |
| 6.Komp.          | Strigno        | Castell Tesino - 46° 3′ 50″ N, 11° 37′ 57″ O |
| 7.Komp.          | Grigno         | Grigno - 46° 0′ 56″ N, 11° 38′ 13″ O         |
| 8.Komp.          | Strigno        | Baricata - 45° 58′ 47″ N, 11° 35′ 29″ O      |
| Geb. MG Abt I/2  | Strigno        | Pieve Tesino                                 |
| III.Baon-Kdo.    | Ala            | Ala                                          |
| 9.Komp.          | Ala            | Brentonico - 45° 49′ 11″ N, 10° 57′ 22″ O    |
| 10.Komp.         | Ala            | Ala                                          |
| Geb. MG Abt I/3  | Ala            | Brentonico                                   |
| IV.Baon.-Kdo.    | Rovereto       | Raossi - 45° 46′ 57″ N, 11° 7′ 6″ O          |
| 11.Komp.         | Rovereto       | Chiesa - 45° 56′ 31″ N, 11° 15′ 7″ O         |
| 12.Komp.         | Rovereto       | Piazza (Borgo Valsugana)                     |
| 13.Komp.         | Rovereto       | Campo Silvano - 45° 45′ 34″ N, 11° 8′ 39″ O  |
| Geb. MG Abt. I/4 | Rovereto       | Raossi                                       |

- Im Kriegsfall

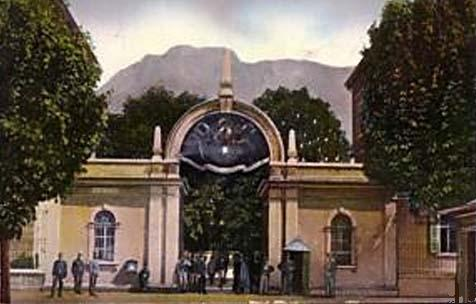
Madruzzo Kaserne in Trient

Als Kampfabschnitt wurde ihm der Bereich von den Dolomiten bis zur Kärntner Grenze zugewiesen. Gleichzeitig hatte es, wie die anderen auch, Detachements zur Besatzung der Festungswerke abzustellen. (Nach geltendem Recht durften die Landesschützen nur zum Schutz der Heimat, resp. zur Verteidigung der Grenzen von Tirol und Vorarlberg eingesetzt werden. Um diese Regelung auszuhebeln, wurde der Kampf gegen Russland kurzerhand als für zum Schutz der Heimat notwendig erklärt.)
Einteilung von Westen nach Osten
- III. Bataillon mit den Kompanien in Brentonico, Ala (Trentino), Chiesa, Piazza
- Zugewiesener Verteidigungsabschnitt: Gardasee, Monte Baldo, Borghetto, Corno di Aquiglio, Monte Tomba, Passo della Lora, Monte Pasubio, Monte Maggio.

- I. Bataillon mit den Kompanien in Folgaria, Lavarone, Vezzena
- Zugewiesener Verteidigungsabschnitt: Monte Maggio, Laste alte, Noselari, Cassotto, Cima Mandriolo

- II. Bataillon mit Kompanien in Pergine, Pieve Tesino, Grigno, Baricata.
- Zugewiesener Verteidigungsabschnitt: Cima Madriolo, Cima Dodici, Cima Maora, Frizzone, Cima di Campo, Colle Cicogna, Monte Coppolo

### Regimentskommandanten
- 1893 bis 1899: Oberst Ignaz Lunzer von Lindhausen
- 1899 bis 1905: Oberst Adolf Felber
- 1905 bis 1907: Oberst Wilhelm Fox
- 1907 bis 1911: Oberst Kasimir Freiherr von Lütgendorf
- 1911 bis 1914: Oberst Karl Englert
- August 1914: Oberst Adolf Sloninka von Hołodów
  - Zugewiesene Stabsoffiziere: Oberstlt. Johann Nowak - Major Karl Hochleitner - Major Oswald Zheumer - Major Karl Martinez - Major Rudolf Florio - Major Ludwig Nechi - Major Karl Kupferschmid[3]

## Uniformierung
Bis 1906/1907 trugen die Landesschützen die Uniform der k.k. Landwehr. Danach wurden sie mit der in diesem Jahr eingeführte Montur der Gebirgstruppen ausgestattet. Diese bestand aus folgenden Monturstücken:

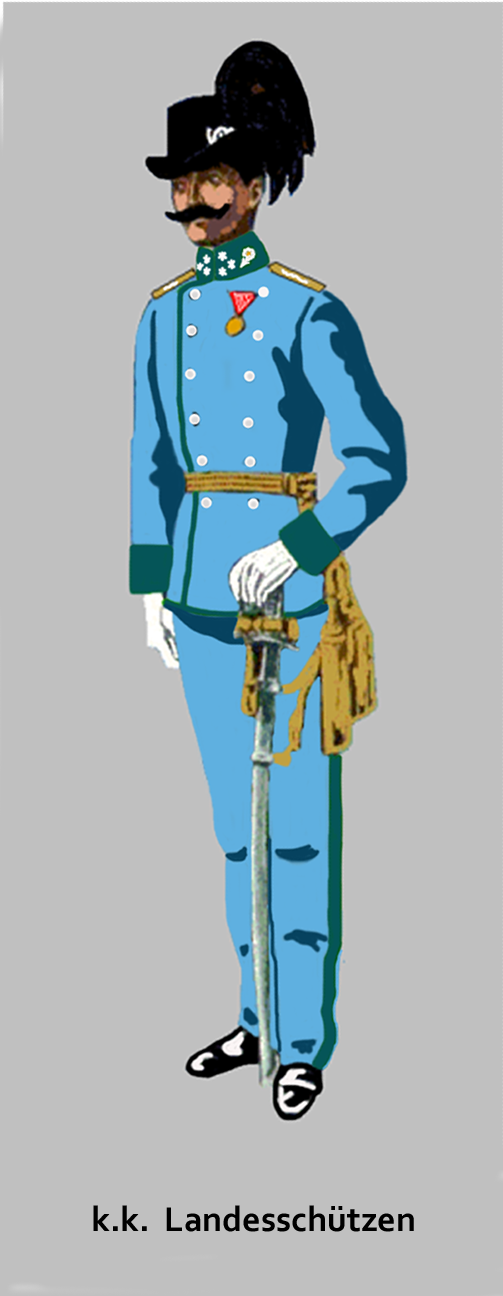
Hauptmann in Einzel-Paradeadjustierung

- hechtgraue Feldkappe mit angesteckten Spielhahnstoß (im Feld wurde der Spielhahnstoß nur auf Befehl angelegt)
- hechtgraue Bluse mit aufgesetzten Taschen und grasgrünen Parolis, Offiziere zur Parade oder auf Befehl mit Schulterstücken.
- hechtgraue Kniebundhose mit kniehohen Wollstrümpfen
- Bergschuhe
- Offiziere und Chargen trugen den Kurzsäbel.

Dies war sowohl die Feld- als auch die Paradeadjustierung. Abweichend hiervon hatten Offiziere in Paradeadjustierung als Einzelperson (z. B. zur Ordensverleihung) die alte Montur zu tragen. Diese bestand aus:
- Jägerhut mit Federbusch
- hechtgrauem Waffenrock mit grasgrüner Egalisierung und Schulterstücken
- gold-schwarz durchwirkter Feldbinde. Infanterieoffizierssäbel.
- hechtgrüne Pantalons mit grasgrüner Paspel und Lampassen
- schwarzen Halbstiefeln.

## Gefechtstage des Regiments im Ersten Weltkrieg
Am 1. August 1914 machte das Regiment mobil und wurde im Bahntransport an die russische Front verlegt. Im Raum Grodek sammelte der Verband vom 17. bis zum 25. August und marschierte bis zum 26. August nach Lemberg.
Schlacht von Lemberg
- 29. August 1914: Gefecht bei Zurawniki und der Höhe von Jezernia
- 30. bis 31. August 1914: Gefechte bei Hermanow, Czarnuszowice und der Jezernia-Höhe. Danach Rückzug auf Grodek.

Schlacht bei Grodek
- 7. September 1914: Gefecht bei Dobrostany
- 8. bis 11. September 1914: Gefechte bei Ottenhausen, Wielkopole, Stromna, Zuszyce, Powitno, Zaluze und Bojana
- 12. September 1914: Marsch nach Leszczyny (bei Gorlice). Dort Retablierung (Ruhe)

Schlacht bei Przemysl
- 3. Oktober 1914: Vormarsch auf Przemysl zum Entsatz der belagerten Festung
- 12. bis 29. Oktober 1914: Kämpfe bei Byblo, Hruszatyce, und auf der Magiera-Höhe
- 30. Oktober 1914: Ablösung und Verlegung nach Russisch-Polen
- 13. bis 25. November 1914: Angriffskämpfe bei Biskupice und Pilica
- 25. November bis 13. Dezember 1914: Stellungskämpfe bei Pilica
- 14. Dezember 1914: Bahntransport nach Krakau
- 15. bis 18. Dezember 1914: Bewegungskämpfe im Raum Jasien
- 19. bis 22. Dezember 1914: Verlegung per Bahn über Budapest nach Soslak (Karpathen)
- 22. bis 25. Dezember 1914: Vormarsch bis Cisna

26. bis 27. Dezember 1914: Gefechte bei Lopienka, Smerek, Stare Siolo, und Bereznica wyzna
Befreiungsoffensive auf Przemysl
- 19. bis 28. Jänner 1915: Kämpfe bei Chrewt, Paniszczow, Olchiwiec, Horodek und Wola gorzanska

- 6. Februar bis 29. März 1915: Kämpfe am San und bei Jaworzec
- 4. April bis 8. Mai 1915: Kämpfe am Karpathenhauptkamm bei Ujszek und nördlich Oroszpatak

Mai Offensive gegen Russland
- 9. bis 15. Mai 1915: Gefecht bei Smerek. Kämpfe bei Krywe, Sokolowa wola, Zasadki, Sudkowice und Laszki Zawiadzane.

- 12. Juni 1915: Verlegung nach Welschtirol

(Ob sich die eingeteilten  Besatzungen der Festungswerke bereits auf der Hochfläche der Sieben Gemeinden befanden ist unsicher.)
- 24. Mai bis 2. Juli 1915: Abwehrkämpfe auf der Hochfläche von Lavarone-Folgaria
- 17. bis 20. Juli 1915: Abwehrkämpfe am Rollepass, danach Abtransport an den Isonzo

Zweite Isonzoschlacht
- 26. Juli bis 29. August 1915: Angriffs- und Stellungskämpfe bei Doberdò, bei Monte San Michele und Monte dei Sei Busi
- 29. August 1915: Bahntransport an die Front in Tirol.

Kämpfe am Tonalepass
- 14. September 1915 bis 28. Februar 1916: Stellungs- und Abwehrkämpfe am Tonalepass, auf der Punta Albiolo, dem Monticellograd und dem Passo Paradiso.
  - 23. September 1915: Erstürmung der Punta Albiolo
  - 15. Dezember 1915: Verlegung des IV. Baon nach Judikarien, Stellungskämpfe am Monte Nozzolo.

- 3. März 1916: Das I. und III. Baon verlegten in das Valsugana. Drei Kompanien blieben am Tonale zurück und wurden am 24. April zu einem neuen IV. Baon zusammengefasst. Patrouillenunternehmungen und Stellungskämpfe im Gebiet des Presenagletschers und der Busazza.

Kämpfe im Valsugana (Suganertal)
- - 30. Jänner 1916: Das IV. Baon verlegte in das Valsugana
  - 2. bis 14. Februar 1916: IV. Baon - Kämpfe bei Votto-Erterli
  - 15. Februar bis 9. März 1916: IV. Baon - Abwehrkämpfe in der Frontlinie Kesseljoch-Portella-Collo
- 9. März bis 15. April 1916: Stellungskämpfe in der Linie Monte Broi-Kesseljoch-Portella-Collo
- 16. April 1916: Angriffskämpfe bei Monte Broi und Collo
- 24. April 1916: Das bisherige IV. Baon wurde aufgelöst.

Südtiroloffensive

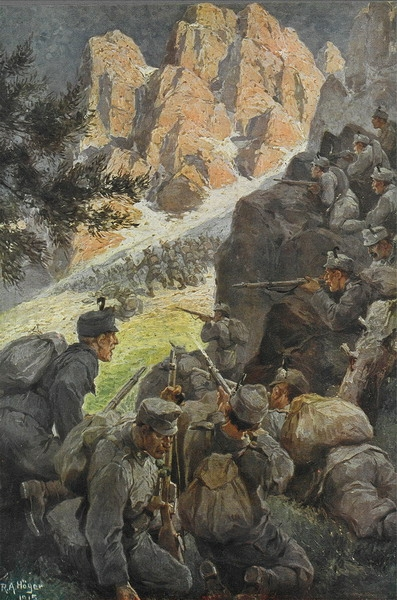
Landesschützen im Gefecht

- 20. Mai 1916: Das hochalpine Detachement unter dem Kommando von Oberleutnant Enrich eroberte die Cima Mandriolo
- 21. Mai 1916: Das Regiment marschierte von Rovereto in das Vallarsa-Tal.
- 24. Mai bis 1. Juni 1916: Kämpfe de II. Baon am Buole-Pass
- 2. bis 4. Juni 1916: Umgruppierung des Regiments, I. und III. Baon wurden nach Foxi, Raossi, Val Sommele - (45° 47′ 24″ N, 11° 8′ 17″ O) und zum Menderle (45° 47′ 24″ N, 11° 9′ 5″ O) verlegt.
- 7. bis 24. Juni 1916: Stellungskämpfe im Val Sommele und am Monte Menderle
- 24. bis 25. Juni 1916:Rücknahme des Regiments auf die neue Frontlinie Werk Valmorbia - Monte Spil - Monte Corno - Monte Testo.
- 25. Juni 1916 bis 3. Mai 1917: Abwehr- und Stellungskämpfe im Vallarsa (Monte Spil, Monte Corno und Zugna Torta)

- 3. Mai bis 8. Juni 1917: Retablierung in Trient

- 8. Juni 1917: Verlegung zum III. Korps auf die Höhe der Sieben Gemeinden
- 9. Juni bis 1. Oktober 1917: Stellungskämpfe in der Lepozze-Ortigara Stellung

- 1. bis 10. Oktober 1917: Retablierung in Lavis

Zwölfte Isonzoschlacht
- 10. bis 14. Oktober 1917:Bahntransport nach Villach
- 14. bis 16. Oktober 1917:Fußmarsch über Tarvis - Predilpass in das Lager Pustina
- 16. bis 23. Oktober 1917: Einsatz als Trägertrupps für den Munitionstransport
- 24. Oktober 1917: Durchbruch bei Flitsch
- 25. Oktober 1917: Erstürmung des Prvi Hum und des Hum
- 26. Oktober 1917: Erstürmung des Stol und Besetzung von Bergogna
- 27. Oktober 1917: Das III. Baon führte ein Gefecht bei Monta Aperta
- 28. Oktober 1917: Gefechte bei Vedronza und Sella Forador
- 29. Oktober 1917: Einnahme von Gemona
- 30. Oktober 1917: Gefecht bei Portis
- 5. November 1917: Übergang über den Tagliamento
- 7. November 1917: Gefecht bei Barcis
- 9. November 1917: Übergang über den Monte Cavallo
- 10. November 1917: Gefecht bei Fara d'Alpago
- 21. November 1917: Erstürmung der Fontana Secca
- 27. November 1917 bis 15. April 1918: Stellungskämpfe auf Fontana Secca, Calcino-Hang und Monte Tomba. Das IV. Baon wurde aufgelöst und auf die anderen verteilt.

- 25. April bis 25. Mai 1918: Retablierung in Bozen.

Unternehmen Lawine
- 13. Juni 1918: Angriff des III.Baon auf den Passo Paradiso  - 46° 14′ 13″ N, 10° 34′ 26″ O

- 16. bis 27. Juni 1918: Verlegung nach Trient in die Reserve

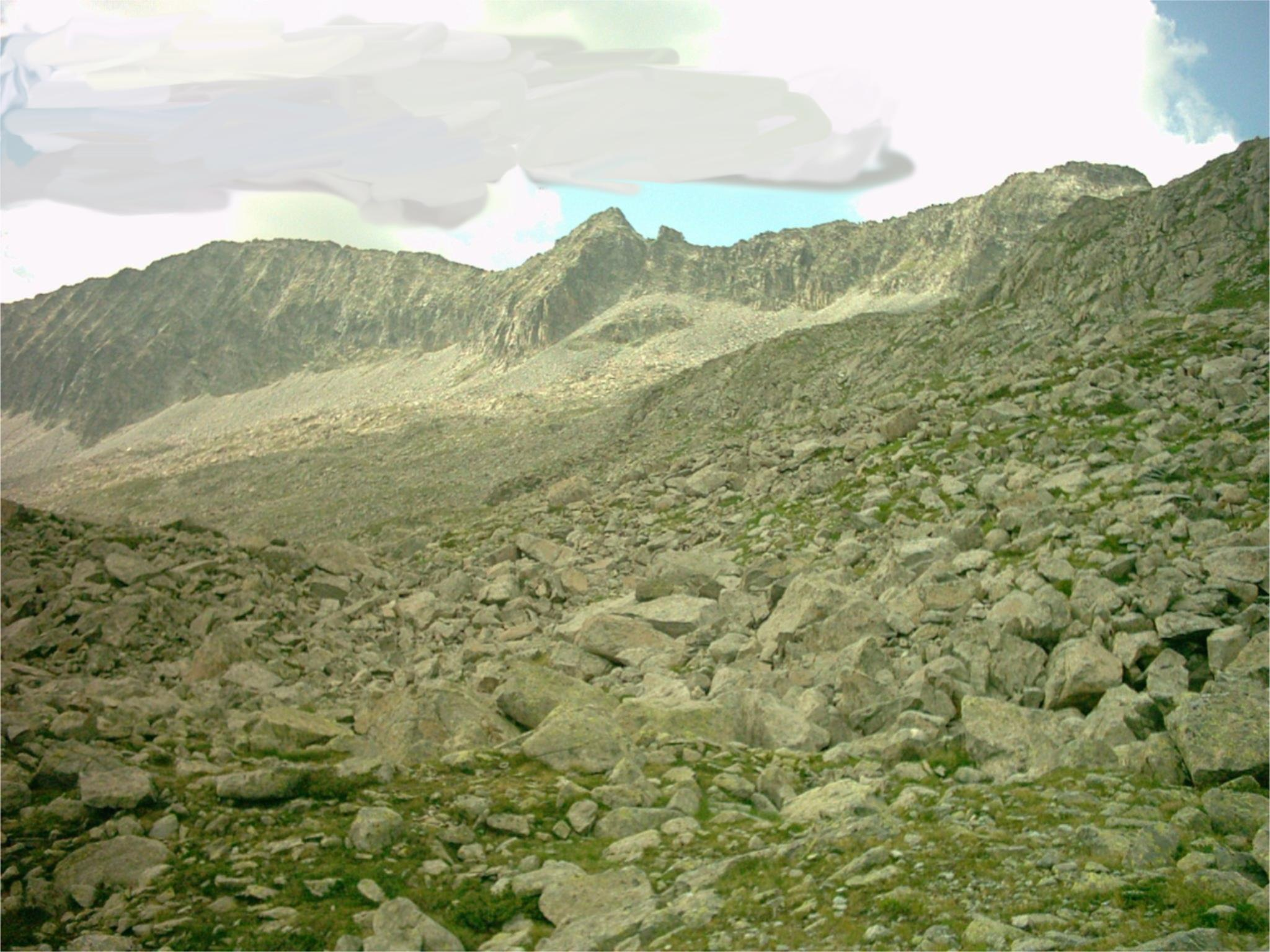
Monticello-Grat

- 27. Juli 1918: Beginn der Rückverlegung in das Tonale Gebiet.
- 12. Juli bis 3. November 1918: Stellungskämpfe am Tonale, im Pejo-Abschnitt, am Montozzo und dem Monticello-Grat, Erstürmung der Punta di San Matteo und des Monte Mantello

- 3. November: Das sich auf dem Rückmarsch in die Heimat befindliche Regiment wird ohne Gegenwehr im Val di Sole von den nachstoßenden Italienern gefangen genommen. (Aus bis heute unerforschten Gründen hatte das k.u.k. Oberkommando den Truppen den 3. November als Kriegsende mitgeteilt, obwohl in den Waffenstillstandsverhandlungen ausdrücklich der 4. November angegeben war. Auf diese groteske Weise gelang es den Italienern noch, über 300.000 völlig überraschte österreichisch-ungarische Soldaten gefangen zu nehmen.)[4]

## Sonstiges
- Der Wahlspruch des Regiments lautete: „Sieg oder Tod im Alpenrot.“
- Für alle drei Landesschützen/Kaiserschützen-Regimenter gleich war als Regimentsmarsch der Kaiserschützenmarsch.
- Bruno Franceschini (1894–1970) diente während des Ersten Weltkriegs als Fähnrich im Landesschützen-Regiment Trient Nr. I
- Karl Werkmann (1878–1951) diente während des Ersten Weltkriegs als Hauptmann der Reserve im Landesschützen-Regiment Trient Nr. I mit Zuteilung zur Generaladjutantur des Kaisers.[5]

## Bekannte Regimentsangehörige
- Humbert Achamer-Pifrader
- Franz Aschenbrenner
- Bruno Franceschini
- Ferdinand von Sammern-Frankenegg
- Karl Werkmann